# 조 고메즈
조셉 데이비드 고메즈 (Joseph David Gomez, 1997년 5월 23일 ~ )는 잉글랜드의 축구 선수이며, 리버풀에서 수비수를 맡고있다. 주 포지션은 센터백이며, 풀백으로도 양쪽 포지션 모두 뛸 수 있다.

## 기록

### 대회 기록
리버풀 FC (2015~ )
- 프리미어 리그 우승: 2019-20
- FA컵 우승: 2021-22
- EFL컵 우승: 2021-22, 2023-24
- FA 커뮤니티 실드 우승: 2022
- UEFA 챔피언스 리그 우승: 2018-19
- UEFA 슈퍼컵 우승: 2019
- FIFA 클럽 월드컵 우승: 2019

잉글랜드 축구 국가대표팀 (2017~ )
- UEFA U-17 챔피언십: 2014